# Corpus Christi (Werefkin)
Corpus Christi ist der Titel eines Gemäldes, das die russische Künstlerin Marianne von Werefkin um 1911 in Bayern malte. Das Werk gehört zum Bestand der Fondazione Marianne Werefkin (FMW) in Ascona. Es trägt dort die Inventar-Nummer FMW-0-0-26.

## Technik und Maße
Es handelt sich um eine Temperamalerei auf Karton, 53 × 71,5 cm.

## Ikonografie
Die Szenerie zeigt das Panorama einer Landschaft im Vorland der bayerischen Alpen als typisches Querformat. Im Hintergrund sind Berge zu sehen, die zum Teil noch schneebedeckt- und von der Sonne ausgeleuchtet sind. Davor befindet sich in einer Senke ein Dorf, das von einem weißen Kirchturm mit einer großen, weithin sichtbaren, runden Uhr überragt wird. Das Kirchenschiff und das Dach des Turmes sind nahezu schwarz. Wahrscheinlich sind aufwendige und teure Schiefereindeckungen gemeint. Als Kontrast zu dem fahlen Schieferdach zeigt die Malerin links von der Kirche ein großes Gebäude, das mit leuchtend roten Tonziegeln gedeckt ist. Gleichermaßen strahlen die roten Dächer mit weißen Schornsteinen eines Häuserensembles rechts im Bild. Einen Riegel bilden vor dem Dorf zehn Obstbäume mit rundlichen Kronen. Als Kontrast zu letzteren vertreten drei schlanke Bäume, die Pappeln ähneln, gegensätzliche Formen.

## Das Bildthema
Das Bildthema wird von einem Pfarrer vertreten, der von seiner Dorfkirche kommend, zu einem Gläubigen aufs Land eilt, um ihm die Sakramente zu spenden. Gekleidet ist er mit einer schwarzen, knöchellangen Soutane, darüber trägt er ein weißes Chorhemd. Seinen Kopf hat er mit einer Art Baskenmütze bedeckt.
Als orthodoxe Russin hat Werefkin in Bayern die katholische Kirche, Mönche und Priester beobachtet und immer wieder dargestellt und auch beschrieben.
Gerne beschäftigte sich Werefkin mit volkskundlichen Eigentümlichkeiten eines Landstriches. Durch die Intentionen der Künstlerkolonie von Abramzewo sensibilisiert, beobachtete sie aufmerksam die ihr fremden ländlichen Gebräuche während hoher kirchlicher Feierlichkeiten. Wie in einem bunten Bild hielt sie in ihrem Tagebuch z. B. eine Fronleichnamsprozession fest. Ist es einmal ein lesender Priester in der Abgeschiedenheit eines Klostergartens, ein anderes Mal ein Diener Gottes, der auf dem Weg zum abendlichen Angelusläuten in einer engen Gasse der Begegnung mit Frauen ausweicht.

## Totenbretter
Während einer Wanderung auf einem Höhenweg in der Nähe des Klosters Scheyern beobachteten Werefkin und Jawlensky innerlich berührt und mit geradezu archäologischem Wissensdurst eine besondere Eigentümlichkeit bodenständiger Tradition, die sie in ihrem Tagebuch festhielt: „Wir steigen die lachenden Hügel herab [...] Ein finsterer Wald begrenzt den Horizont. Uralte Bäume stehen dicht aneinandergedrängt. Und dort etwas, das unser Herz stocken läßt. Totenbretter lehnen an den Bäumen längs der Straße mit Gedächtnistafeln für alle Verstorbenen, die je in diesem Tal gelebt haben. […] Die Bretter tragen zwar Kreuze, aber ein Ruch von Heidentum steigt aus jenem seltsamen Wald mit seinem vorzeitlichen Brauchtum.“